# 新疆生产建设兵团第八师一三三团
新疆生产建设兵团第八师一三三团是中华人民共和国新疆生产建设兵团第八师下辖的一个团。东南距沙湾市72公里，距石河子市102公里。

## 历史
一三三团1958年建立时名农七师下野地第四农场，1968年改为一三三团，1975年划入新疆生产建设兵团农八师。

## 行政区划
新疆生产建设兵团第八师一三三团下辖以下单位：
团部、红光镇区生活区、一连、二连、三连、四连、五连、六连、七连、八连、九连、十连、十一连、十二连、十三连、十四连、十五连、十六连、十七连、十八连、十九连、二十连、二十一连、二十二连、二十三连、二十四连、二十五连、二十六连、二十七连、二十八连、二十九连和三十连。